# Parupeneus multifasciatus
Parupeneus multifasciatus Quoy & Gaimard, 1824 è un pesce appartenente alla famiglia Mullidae che proviene dall'oceano Pacifico.

## Descrizione
Presenta un corpo leggermente compresso sull'addome, piuttosto tozzo. Gli esemplari maschili possono raggiungere i 35 cm, ma la loro lunghezza media è di 20 cm, mentre le femmine solitamente non superano i 17,9. Il peso massimo registrato è di 453.00 g. La livrea è variabile, spesso violacea o rossastra, mentre le pinne non sono particolarmente ampie né colorate. La pinna caudale è biforcuta.